# Leo Girndt
Johann Eduard Leopold Emil Girndt (genannt: Leo Girndt) (* 26. Juli 1834 in Bobersberg; † 13. Februar 1913 in Groß-Lichterfelde) war ein deutscher Jurist und Politiker.

## Leben
Als Sohn eines Bürgermeisters und Landtagsabgeordneten geboren, studierte Girndt nach dem Besuch des Gymnasiums in Frankfurt (Oder) Rechtswissenschaften in Berlin. Während seines Studiums wurde er 1853 Mitglied der Landsmannschaft Normannia Berlin. Nach seinem Studium wurde er Auskultator und Referendar beim Kreisgericht Cottbus und beim Kammergericht. 1861 wurde er Bürgermeister der Stadt Wusterhausen, 1869 der Stadt Havelberg und 1871 von Sorau. 1876 wurde er Bürgermeister, dann Oberbürgermeister von Königshütte, was er bis zu seinem Ruhestand 1900 blieb.

## Ehrungen
- Roter Adlerorden, 4. Klasse
- Girndt-Strasse in Königshütte
- Girndt-Platz  in Königshütte